# Mă poți ierta vreodată?
Can You Ever Forgive Me?  este un film biografic american, din 2018, regizat de Marielle Heller după un scenariu de Nicole Holofcener și Jeff Whitty, bazat pe autobiografia eponimă a lui Lee Israel scrisă în 2008. În rolul principal joacă Melissa McCarthy ca Israel, iar povestea este despre încearcarea sa de a-și reface cariera sa de scriitoare prin falsificarea de scrisori ale unor autori și dramaturgi decedați. În film mai joacă și Richard E. Grant, Dolly Wells, Jane Curtin, Anna Deavere Smith, Stephen Spinella și Ben Falcone în roluri secundare. Titlul filmului provine de la o frază apologetică dintr-o scrisoare falsificată de către Israel ca scrisă de Dorothy Parker.
Filmul a avut premiera mondială la Telluride Film Festival pe 1 septembrie 2018 și a fost lansat în Statele Unite pe 19 octombrie 2018 de Fox Searchlight Pictures. A fost apreciat critic, McCarthy și Grant fiind lăudați pentru interpretare. National Board of Review l-a numit ca unul dintre cele mia bune zece filme din 2018. Pentru interpretările lor, McCarthy și Grant au primit nominalizări pentru Cea Mai Bună Actriță și Cel Mai Bun Actor la Premiile Oscar, Globul de Aur și BAFTA, printre altele, iar Holofcener și Whitty au fost nominalizați pentru Premiul Oscar pentru Cel Mai Bun Scenariu Adaptat.

## Distribuție
- Melissa McCarthy ca Lee Israel
- Richard E. Grant ca Jack Hock
- Dolly Wells ca Anna
- Jane Curtin ca Marjorie
- Anna Deavere Smith ca Elaine
- Stephen Spinella ca Paul
- Ben Falcone ca Alan Schmidt
- Shae D'Lyn ca Nell
- Michael Cyril Creighton ca Harry
- Kevin Carolan ca Tom Clancy
- Evan Marc Jackson ca Lloyd
- Tim Cummings ca Craig
- Christian Navarro ca Kurt
- Joanna Adler ca Arlene
- Erik LaRay Harvey ca Agent Solonas
- Grigorie Korostishevsky ca Andre
- Brandon Scott Jones ca Glen
- Mary McCann ca Judecător